# Cambio cribro-vascolare
Il cambio cribro-vascolare (o cribro-legnoso) è un meristema secondario del fusto e delle radici delle piante gimnosperme e angiosperme legnose. Si definisce meristema secondario in quanto le cellule parenchimatiche vanno incontro a de-differenziazione andando così a formare un cilindro di cellule meristematiche. Si forma a partire dal procambio e dalle regioni interfascicolari (raggi midollari primari), o per meglio dire negli organi legnosi dove inizia l'accrescimento in spessore. Ha attività dipleurica, produce quindi due tessuti:  legno (xilema) verso l'interno e libro (floema) verso l'esterno. 
Le cellule cambiali sono di due tipi:
- iniziali dei raggi – originano i nuovi raggi midollari; sono isodiametriche, contengono plastidi e vacuoli ben sviluppati; delle cellule cui danno origine, una rimane meristematica mentre la seconda si differenzia in parenchima, sia verso l'interno sia verso l'esterno, rispetto all'iniziale stessa.
- iniziali fusiformi – danno origine con divisione dipleurica agli elementi del libro e del legno secondari; sono più numerose delle iniziali dei raggi; in sezione trasversale appaiono piccole ed appiattite, in sezione longitudinale sono lunghe, strette ed affusolate.

Un'iniziale fusiforme per divisione origina due cellule lunghe come la cellula madre, ma larghe la metà; una rimane cambiale, l'altra si differenzia: se è rivolta verso l'interno diventa un elemento legnoso (cellula madre dello xilema secondario); se invece è rivolta verso l'esterno andrà a formare un elemento liberiano (cellula madre del floema secondario).
La differenziazione in elementi legnosi è molto più frequente che in elementi liberiani e questo dà origine ad una produzione di legno più abbondante rispetto a quella del libro.
Le cellule del legno e del libro hanno una lunghezza simile alla cellula cambiale che le ha generate, ma il diametro aumenta.
Il libro secondario viene via via perso, mentre il legno tende a mantenersi per tutta la vita della pianta.
Il cambio ha un'attività periodica, regolata da fattori esterni (ambientali) ed interni (ormonali): questa periodicità si manifesta con gli anelli di crescita annuali. Nelle zone senza stagionalità climatica tali anelli non si evidenziano a causa di un'attività cambiale continuativa.